# Rhamphomyia marginata
Rhamphomyia marginata ist eine Fliege aus der Familie der Tanzfliegen (Empididae).

## Merkmale

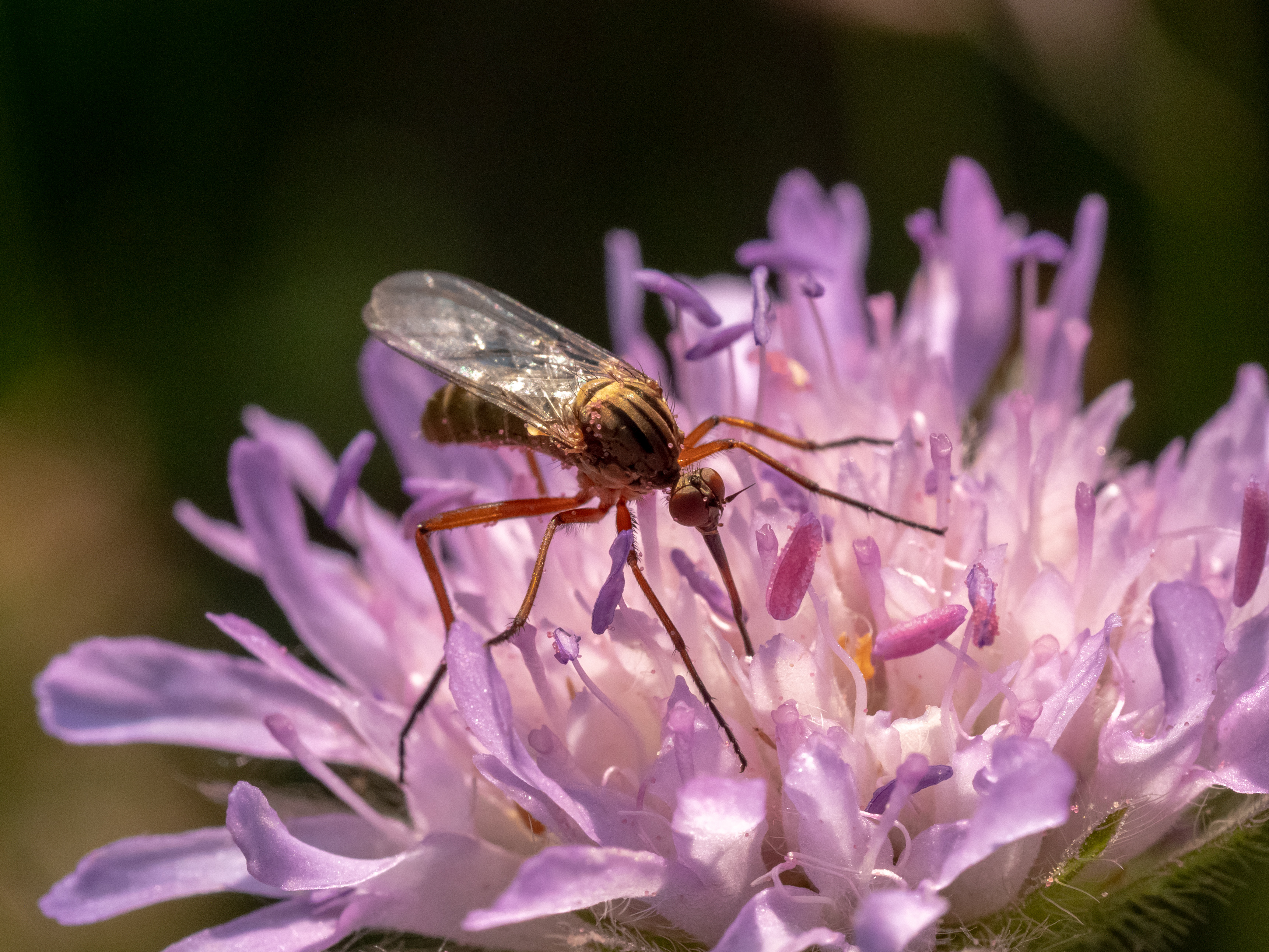
Rhamphomyia auf einer Blüte

Die Fliegen erreichen eine Länge von 4–5 mm. Der Thorax ist grau gefärbt und besitzt drei dunkle Längsstriche. Die Weibchen sind aufgrund ihrer Flügel unverwechselbar. Die dreiecksförmigen transparenten Flügel sind entlang dem hinteren und äußeren Rand dunkelbraun gefärbt. In Sitzhaltung überlappen sich die Flügel mit Ausnahme der hinteren Flügelspitzen und einem schmalen seitlichen Rand. Die Männchen besitzen dagegen eine gewöhnliche Flügelform sowie keine Verdunklung der Flügel. Die Augen berühren sich beim Männchen, während diese beim Weibchen getrennt sind.

## Verbreitung
Die Art ist Europa weit verbreitet. Das Vorkommen reicht von Skandinavien und Großbritannien im Norden bis nach Mittel- und Westeuropa.

## Lebensweise
Die Fliegen leben räuberisch, nehmen aber auch Pflanzennektar auf. Sie leben in Misch- und Laubwäldern. Man beobachtet sie ab Ende April. Im Gegensatz zu anderen Tanzfliegen bilden bei dieser Art die Weibchen Schwärme, in welche die Männchen zur Begattung einfliegen. Dabei tragen diese gewöhnlich ein erbeutetes Insekt.